# Maire d'Atlanta
Le maire d'Atlanta (en anglais : Mayor of Atlanta) est la personne élue qui dirige l'administration de la ville Atlanta dans l'État de Géorgie aux États-Unis. 
L'actuel titulaire de la fonction est le démocrate Andre Dickens, depuis le 3 janvier 2022.

## Histoire
La fonction est créée en 1848 lors de l'établissement de la municipalité d'Atlanta. Le mandat, initialement d'un an, passe à deux ans en 1875 avant d'être fixé à quatre ans à partir de 1929.
L'élection à la mairie est officiellement non partisane, de sorte que les candidats ne représentent pas leur parti lorsqu'ils sont élus. Dans l’histoire récente, les candidats potentiels dans la course ont été principalement démocrates, alors que la Géorgie au niveau de l'État est réputée favorable aux Républicains.

## Liste des maires
| Nom                          | Années                                           | Parti                    |
| ---------------------------- | ------------------------------------------------ | ------------------------ |
| Moses Formwalt (en)          | 1848-1849                                        | Rowdy (en)               |
| Benjamin Bomar (en)          | 1849-1850                                        | Rowdy (en)               |
| Willis Buell (en)            | 1850-1851                                        | Rowdy (en)               |
| Jonathan Norcross (en)       | 1851-1852                                        | Parti moral              |
| Thomas Gibbs (en)            | 1852-1853                                        |                          |
| John Mims (en)               | 1853-1853 (démissionnaire à cause d'une maladie) |                          |
| William Markhan (en)         | 1853-1854 (élection spéciale)                    |                          |
| William Butt (en)            | 1854-1855                                        |                          |
| Allison Nelson               | 1855-1855 (démissionnaire)                       | Parti démocrate          |
| John Glen (en)               | 1855-1856 (par intérim)                          |                          |
| William Ezzard (en)          | 1856-1858 (1er et 2e mandat)                     | Parti démocrate          |
| Luther Glenn (en)            | 1858-1860 (1er et 2e mandat)                     |                          |
| William Ezzard (en)          | 1860-1861 (3e mandat)                            | Parti démocrate          |
| Jared Whitaker (en)          | 1861-1861 (rejoint le gouvernement de la CSA)    |                          |
| Thomas Lowe (en)             | 1861-1862 (intérim)                              |                          |
| James Calhoun (en)           | 1862-1866 (quatre mandats)                       |                          |
| James E. Williams (en)       | 1866-1869 (1er et 2e mandat)                     | Parti démocrate          |
| William Hulsey (en)          | 1869-1870                                        | Parti démocrate          |
| William Ezzard (en)          | 1870-1871 (4e mandat)                            | Parti démocrate          |
| Dennis Hammond (en)          | 1871-1872                                        | Radical républicain (en) |
| John H. James (en)           | 1872-1873                                        | Parti démocrate          |
| Cicero C. Hammock (en)       | 1873-1874 (1er mandat)                           |                          |
| S.B. Spencer (en)            | 1874-1875                                        | Parti démocrate          |
| Cicero C. Hammock (en)       | 1875-1877 (2e mandat)                            |                          |
| Nedom L. Angier (en)         | 1877-1879                                        | Parti républicain        |
| William Lowndes Calhoun (en) | 1879-1881                                        |                          |
| James W. English (en)        | 1881-1883                                        |                          |
| John B. Goodwin (en)         | 1883-1885 (1er mandat)                           |                          |
| George Hillyer (en)          | 1885-1887                                        |                          |
| John Tyler Cooper (en)       | 1887-1889                                        |                          |
| John Thomas Glenn (en)       | 1889-1891                                        |                          |
| William Hemphill (en)        | 1891-1893                                        |                          |
| John B. Goodwin (en)         | 1893-1895 (2e mandat)                            |                          |
| Porter King (en)             | 1895-1897                                        |                          |
| Charles Collier (en)         | 1897-1899                                        |                          |
| James G. Woodward (en)       | 1899-1901 (1er mandat)                           |                          |
| Livingston Mims (en)         | 1901-1903                                        | Parti démocrate          |
| Evan Howell (en)             | 1903-1905                                        |                          |
| James G. Woodward (en)       | 1905-1907 (2e mandat)                            |                          |
| W.R. Joyner (en)             | 1907-1909                                        |                          |
| Robert Maddox (en)           | 1909-1911                                        |                          |
| Courtland Winn (en)          | 1911-1913                                        |                          |
| James G. Woodward (en)       | 1913-1917 (3e et 4e mandat)                      |                          |
| Asa Candler (en)             | 1917-1919                                        |                          |
| James L. Key (en)            | 1919-1923 (1er et 2e mandat)                     |                          |
| Walter Sims (en)             | 1923-1927 (1er et 2e mandat)                     | Parti démocrate          |
| Isaac Newton Ragsdale (en)   | 1927-1931                                        |                          |
| James L. Key (en)            | 1931-1937 (3e et 4e mandat)                      |                          |
| William B. Hartsfield        | 1937-1941 (1er mandat)                           | Parti démocrate          |
| Roy LeCraw (en)              | 1941-1942 (convoqué à l'armée)                   |                          |
| George B. Lyle (en)          | 1942-1942 (intérim)                              |                          |
| William B. Hartsfield        | 1942-1962 (du 2e au 6e mandat)                   | Parti démocrate          |
| Ivan Allen, Jr. (en)         | 1962-1970 (1er et 2e mandat)                     | Parti démocrate          |
| Sam Massell (en)             | 1970-1974                                        | Parti démocrate          |
| Maynard Jackson              | 1974-1982 (1er et 2e mandat)                     | Parti démocrate          |
| Andrew Young                 | 1982-1990 (1er et 2e mandat)                     | Parti démocrate          |
| Maynard Jackson              | 1990-1994 (3e mandat)                            | Parti démocrate          |
| Bill Campbell (en)           | 1994-7 janvier 2002 (1er et 2e mandat)           | Parti démocrate          |
| Shirley Franklin             | 7 janvier 2002-4 janvier 2010 (1er et 2e mandat) | Parti démocrate          |
| Kasim Reed                   | 4 janvier 2010-2 janvier 2018 (1er et 2e mandat) | Parti démocrate          |
| Keisha Lance Bottoms         | 2 janvier 2018-2 janvier 2022                    | Parti démocrate          |
| Andre Dickens                | Depuis le 3 janvier 2022                         | Parti démocrate          |